# Browning Arms Company
Browning Arms Company (полное наименование John Moses and Matthew Sandifer Browning Company) — компания-производитель огнестрельного оружия. Компания расположена в Моргане, штат Юта, США. Производит оружие для армейских и полицейских структур, спортивные и охотничьи ружья, а также винтовки.

## Продукция

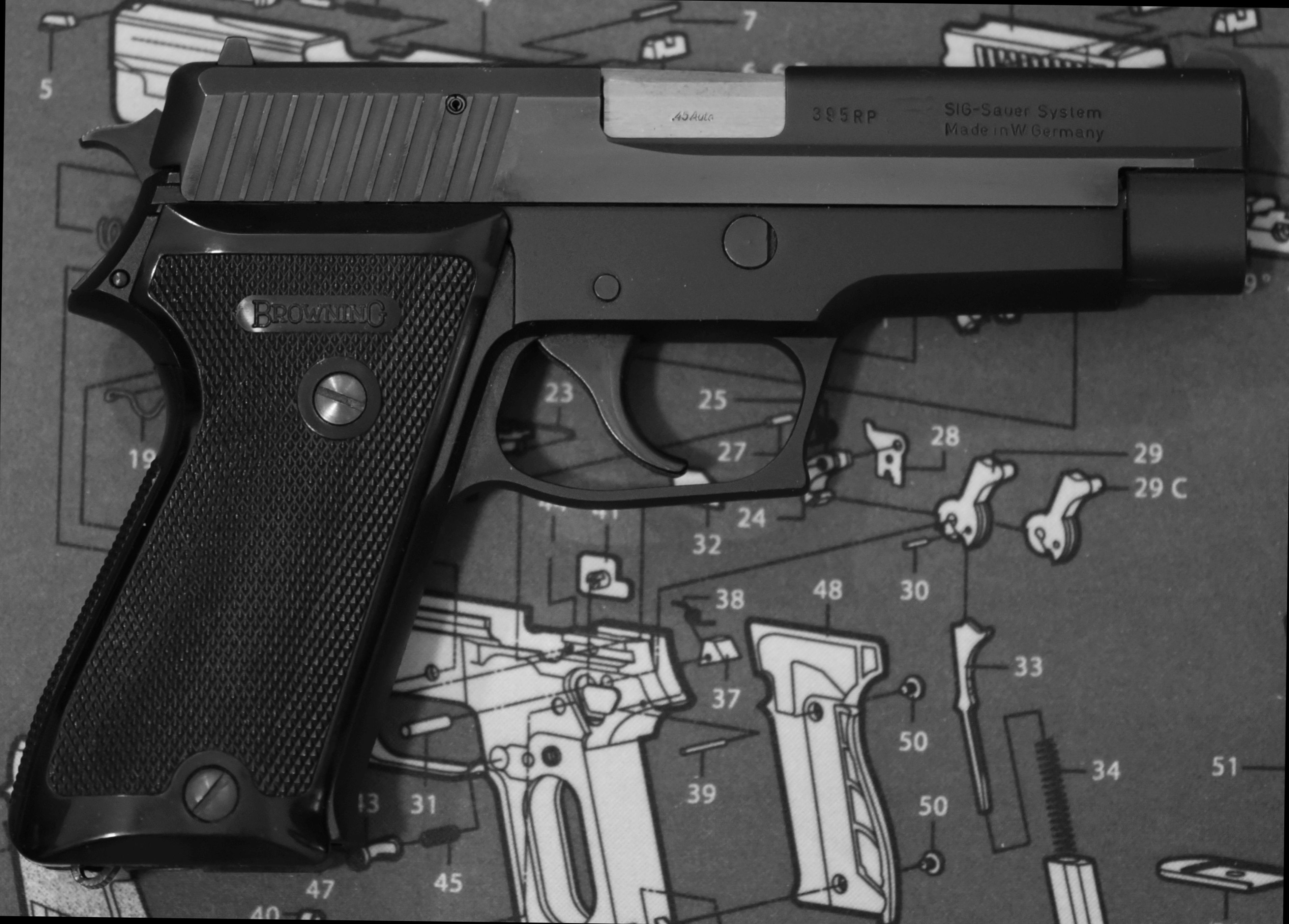
Browning BDA 45

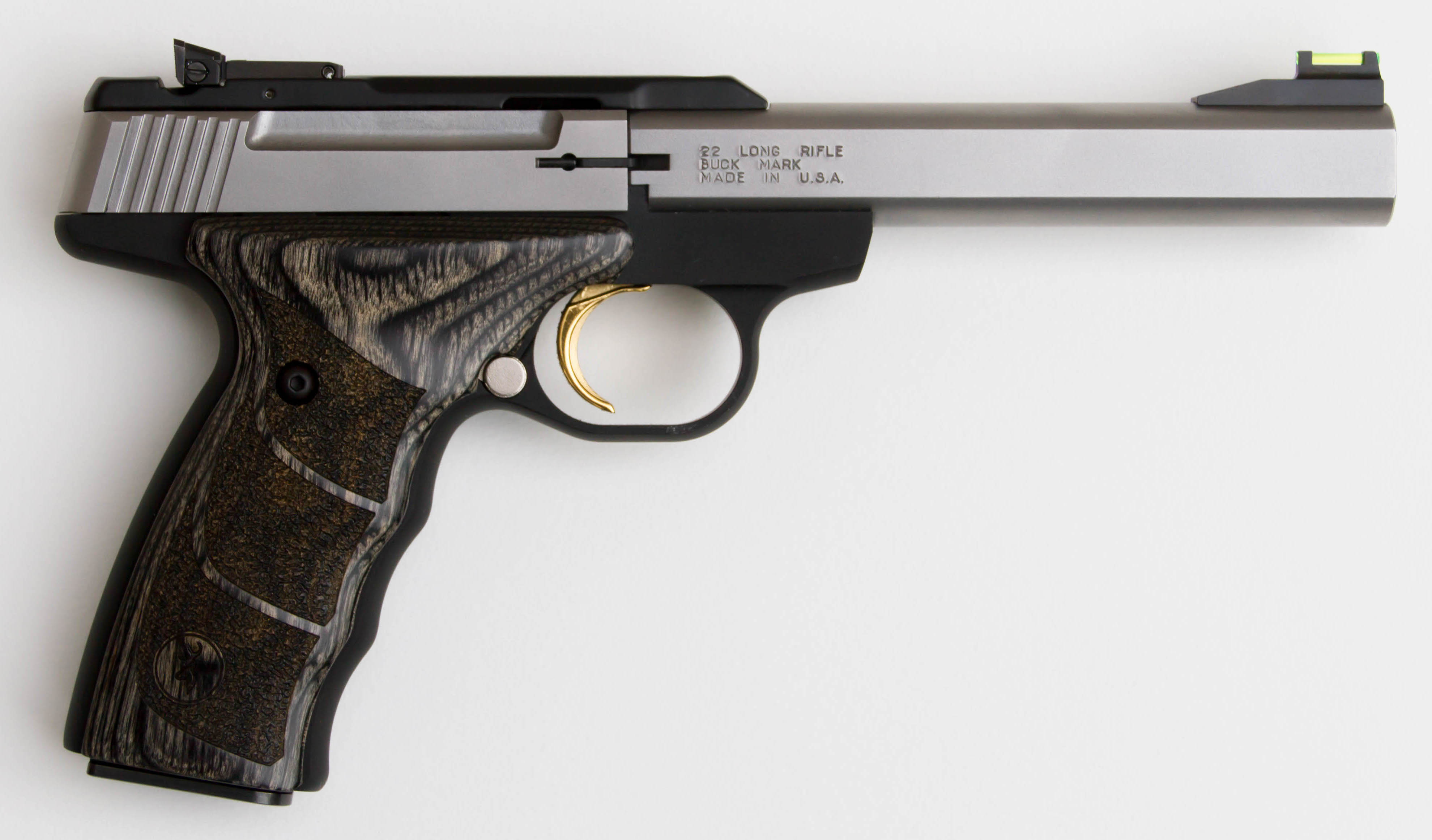
Browning Buck Mark .22LR

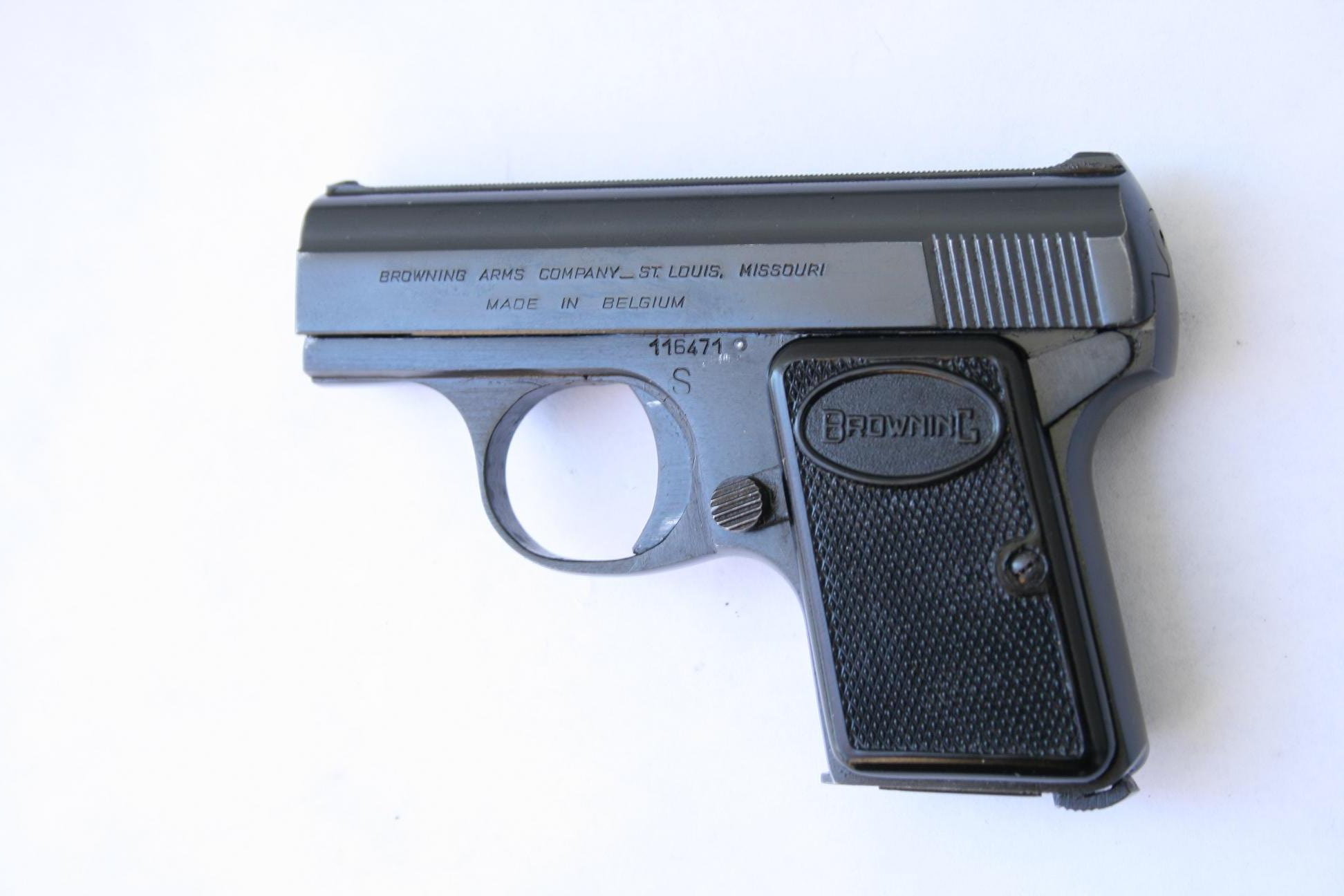
Baby Browning .25/6.35 mm

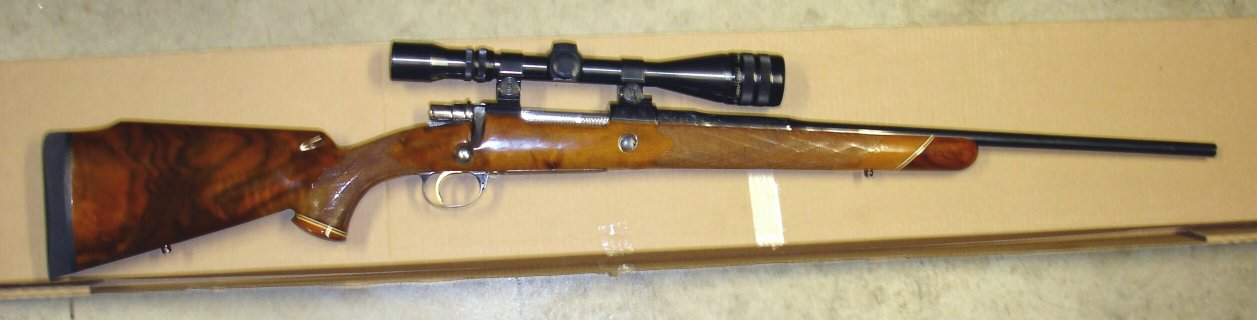
Browning Safari

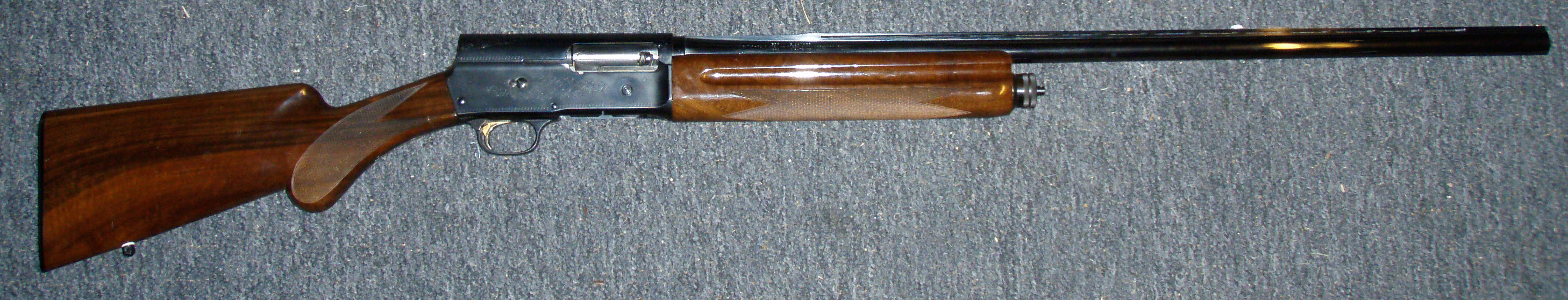
Browning Auto-5

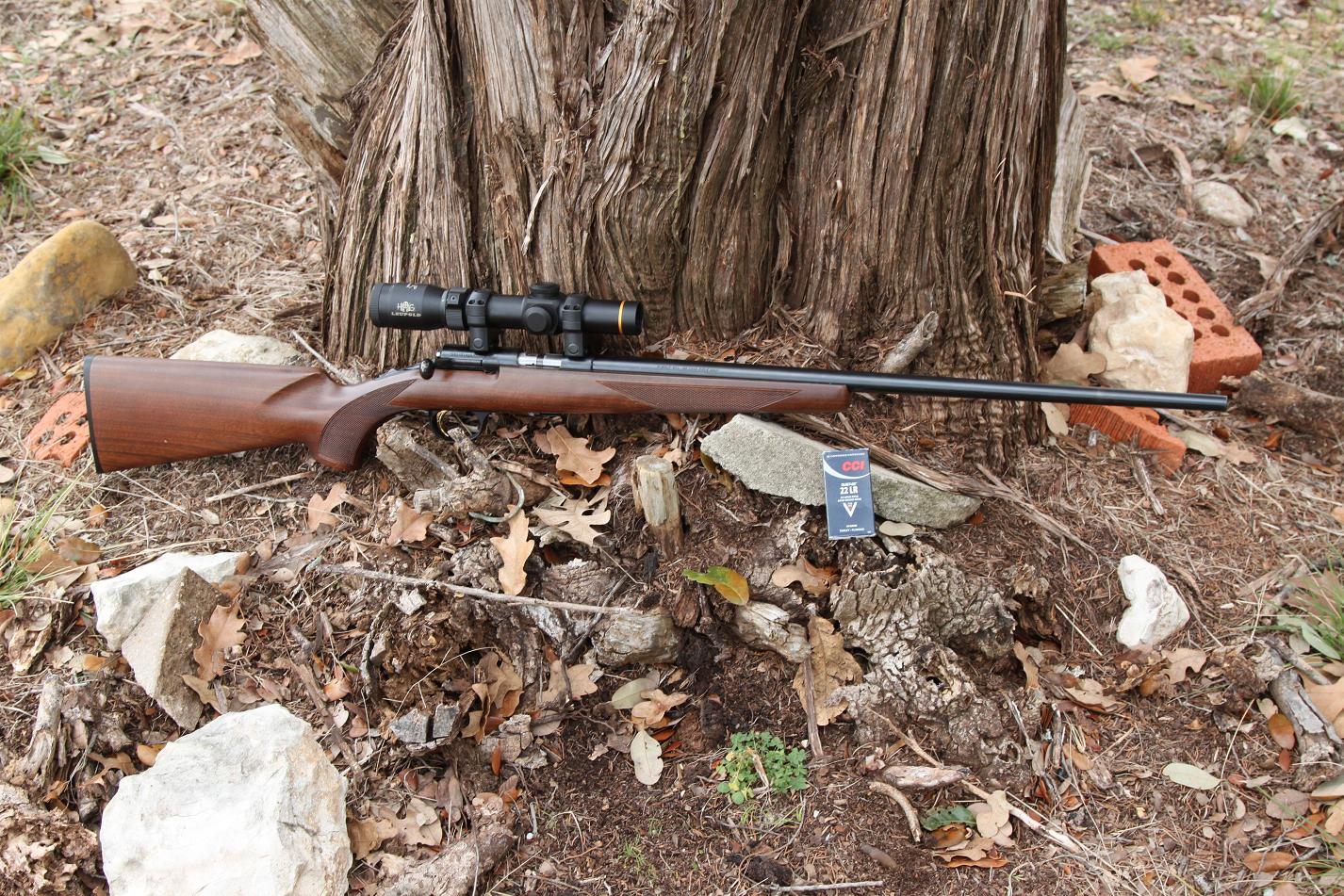
Browning T-Bolt .22 Long Rifle

### Пистолеты
- Browning BDM
- Browning Hi-Power
- Browning Hi-Power BDA
- Browning Buck Mark
- Browning BDA Handguns
- Browning BDA 380

### Винтовки
- Browning X-Bolt
- Browning A-Bolt
- Browning BLR
- Browning BAR
- Browning BL-22
- Browning Semi Auto 22 (SA-22)
- Browning T-Bolt in .22LR, .22 WMR and .17 HMR
- Browning B-92 рычажного действия

### Ружья
- Browning Auto-5
- Browning B-2000
- Browning Silver
- Browning Maxus
- Browning BPS